# Rio Araguari (Minas Gerais)
O rio Araguari é um curso de água do estado brasileiro de Minas Gerais. Tem sua nascente na Serra da Canastra, no município de São Roque de Minas e atravessa a região do Triângulo Mineiro, incluindo Araxá, Uberlândia e Araguari, bem como outros dezessete municípios. Percorre 475 quilômetros antes de desaguar no rio Paranaíba.
Em 2018, um dique situado em Uberlândia rompeu e a ocasião resultou em manifestação de grupos ambientais que alegam que o acontecimento está causando problemas ambientais. O consórcio responsável pela estrutura, por sua vez, informou que órgãos competentes haviam sido informados, bem como havia iniciado o processo de investigação das causas.

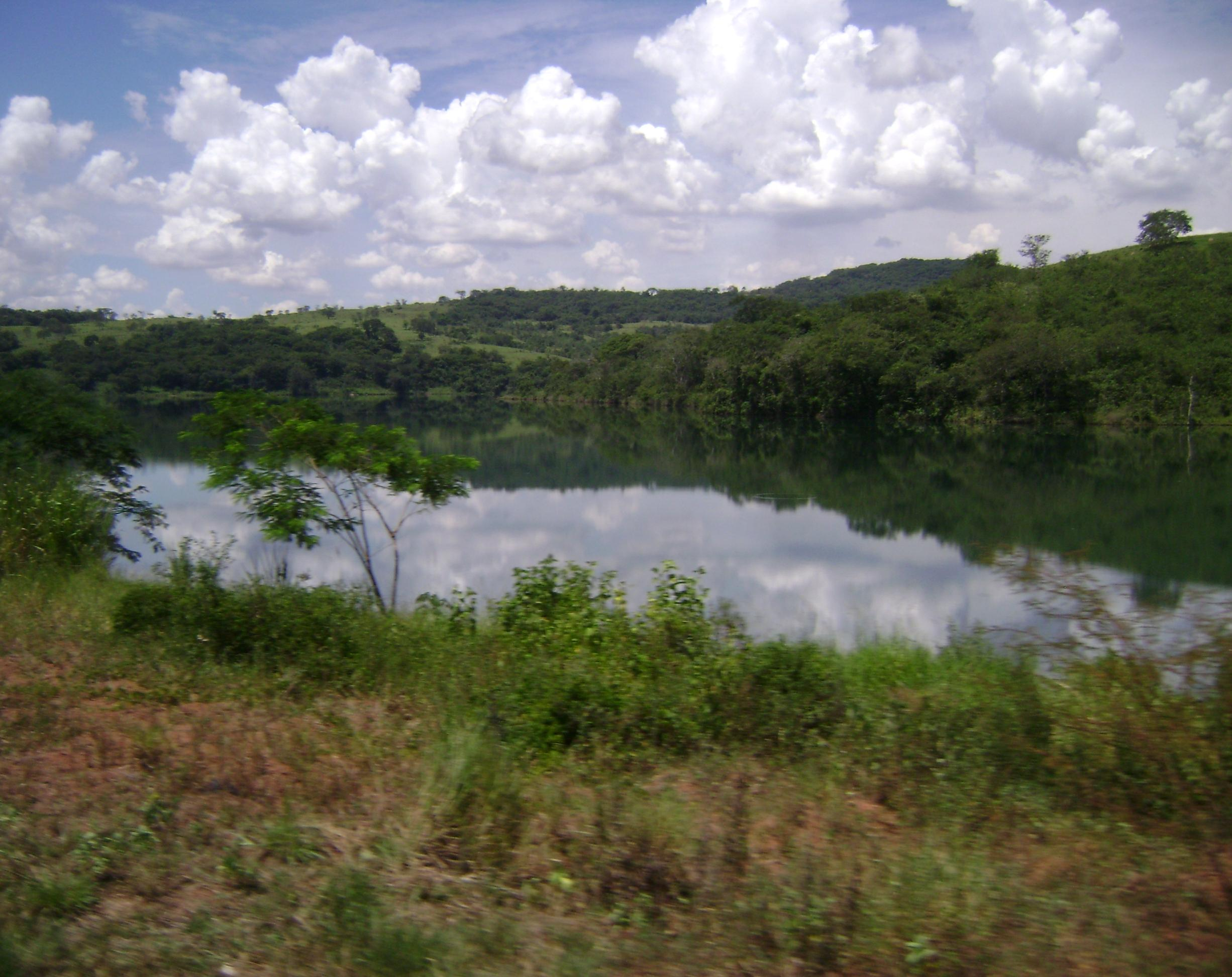
Rio Araguari visto da BR-050
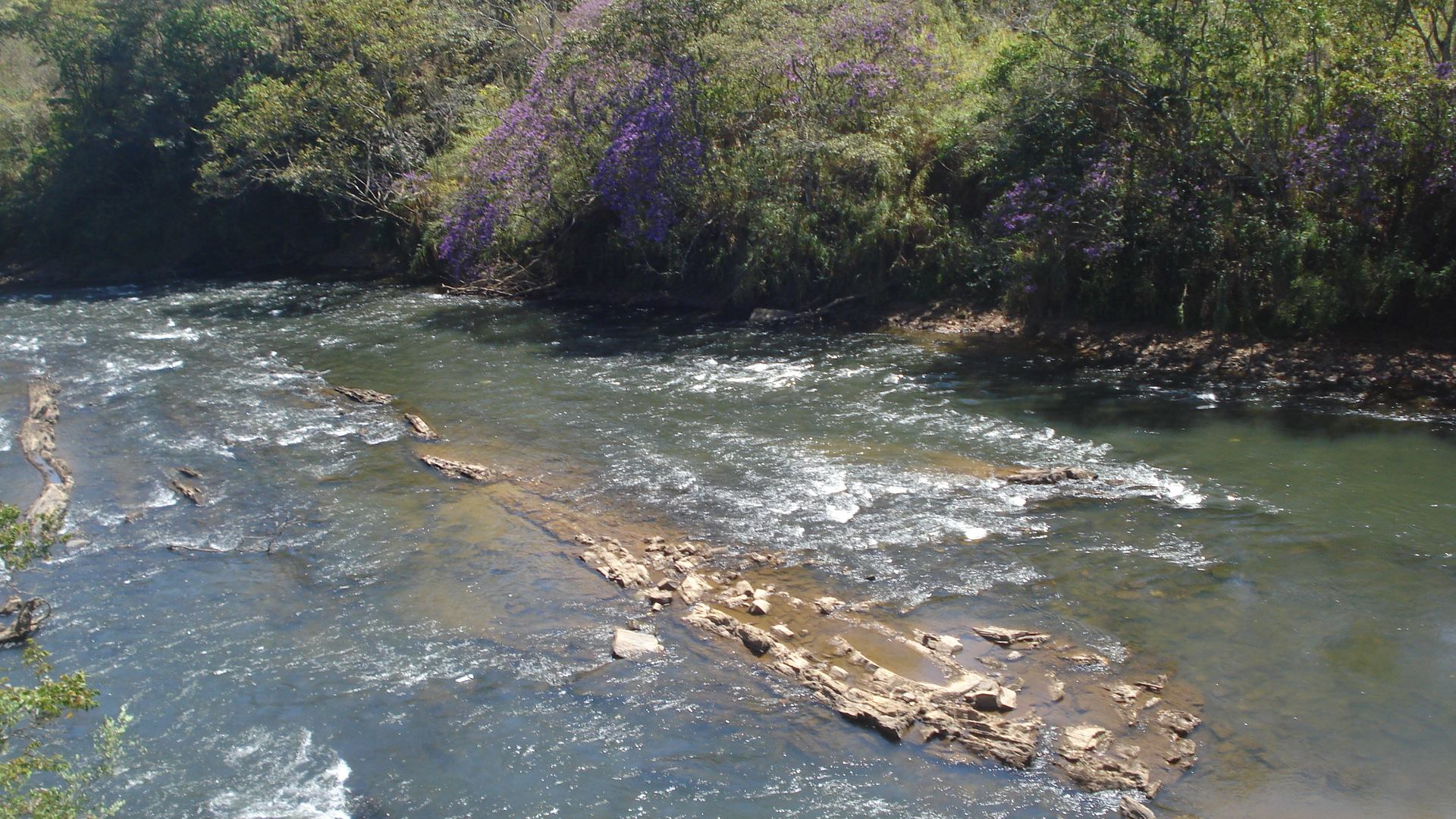
Leito do rio Araguari